# Germenau
Germenau ist ein Wohnplatz im Ortsteil Jahrstedt der Stadt Klötze im Altmarkkreis Salzwedel in Sachsen-Anhalt.

## Geografie
Das altmärkische Straßendorf Germenau liegt östlich der Ohre am Nordrand des Feuchtgebietes Naturpark Drömling.
Im Jahre 2018 wurde das 1956 errichtete Stauwehr an der Ohre bei Jahrstedt und Germenau vom Wasser um- und unterspült und brach zusammen. Der Neuaufbau einer Fischaufstiegsanlage am Ohre-Stauwehr Jahrstedt/Germenau ist für das Jahr 2019 vorgesehen.

## Geschichte

### Mittelalter bis Neuzeit
Die erste Erwähnung stammt aus einem Lehnsbrief von 1472 als dat halue wüste dorp Germen. Kurfürst Albrecht von Brandenburg belieh Werner und Gebhard von Alvensleben mit Schloss und Vogtei Gardelegen. Das Dorf war also damals nicht mehr besiedelt, sondern eine Wüstung. 
Im Jahre 1506 wurde über einige Orte als diese … versetzten und verpfändeten güter und dörffer, darunter Germen, in einer Urkunde über die Verpfändung des halben Schlosses Gardelegen berichtet. Daraus schlussfolgerte Wilhelm Zahn, dass das Dorf 1506 neu angelegt worden sein müsste. 1711 heißt der Ort Garmenow. 1745 ist er ein adliges Gut und Schäferei, 1775 ein Vorwerk und Schäferei mit 6 Bündnern und Inwohnern. Im Jahre 1789 ist das Kolonistendorf von Ausländern bewohnt. Bratring berichtet im Jahre 1804 über das Koloniedorf und Vorwerk Germenau, aufgebaut auf der wüsten Feldmark Germen.
Im Jahre 1986 betrieb die Landwirtschaftliche Produktionsgenossenschaft „Karl Marx“ die Junghennenanlage Germenau.

### Eingemeindungen
Am 1. April 1937 wurden die Gemeinden Germenau und Jahrstedt aus dem Landkreis Salzwedel zu einer Gemeinde mit dem Namen Jahrstedt zusammengeschlossen. Dadurch wurde Germenau ein Wohnplatz von Jahrstedt. Mit der Eingemeindung von Jahrstedt nach Klötze am 1. Januar 2010 verblieb Germenau bei Jahrstedt.

### Einwohnerentwicklung
| Jahr | Einwohner |
| ---- | --------- |
| 1774 | 014       |
| 1789 | 138       |
| 1798 | 170       |
| 1801 | 175       |
| 1818 | 224       |

| Jahr | Einwohner |
| ---- | --------- |
| 1840 | 255       |
| 1864 | 313       |
| 1871 | 289       |
| 1885 | 262       |
| 1892 | [0]277    |

| Jahr | Einwohner |
| ---- | --------- |
| 1895 | 299       |
| 1900 | [0]313    |
| 1905 | 207       |
| 1910 | [0]280    |
| 1925 | 281       |

Quelle, wenn nicht angegeben, bis 1925:

## Religion
Die evangelischen Christen aus Germenau und Jahrstedt sind in die Kirchengemeinde Steimke eingekircht und gehören heute zum Pfarrbereich Steimke-Kusey im Kirchenkreis Salzwedel im Propstsprengel Stendal-Magdeburg der Evangelischen Kirche in Mitteldeutschland.

## Kultur und Sehenswürdigkeiten
- Der Ortsfriedhof befindet sich im Norden des Dorfes.
- In Germenau steht ein Denkmal für die Gefallenen des Ersten und Zweiten Weltkrieges.[11]